# Pavan K. Varma

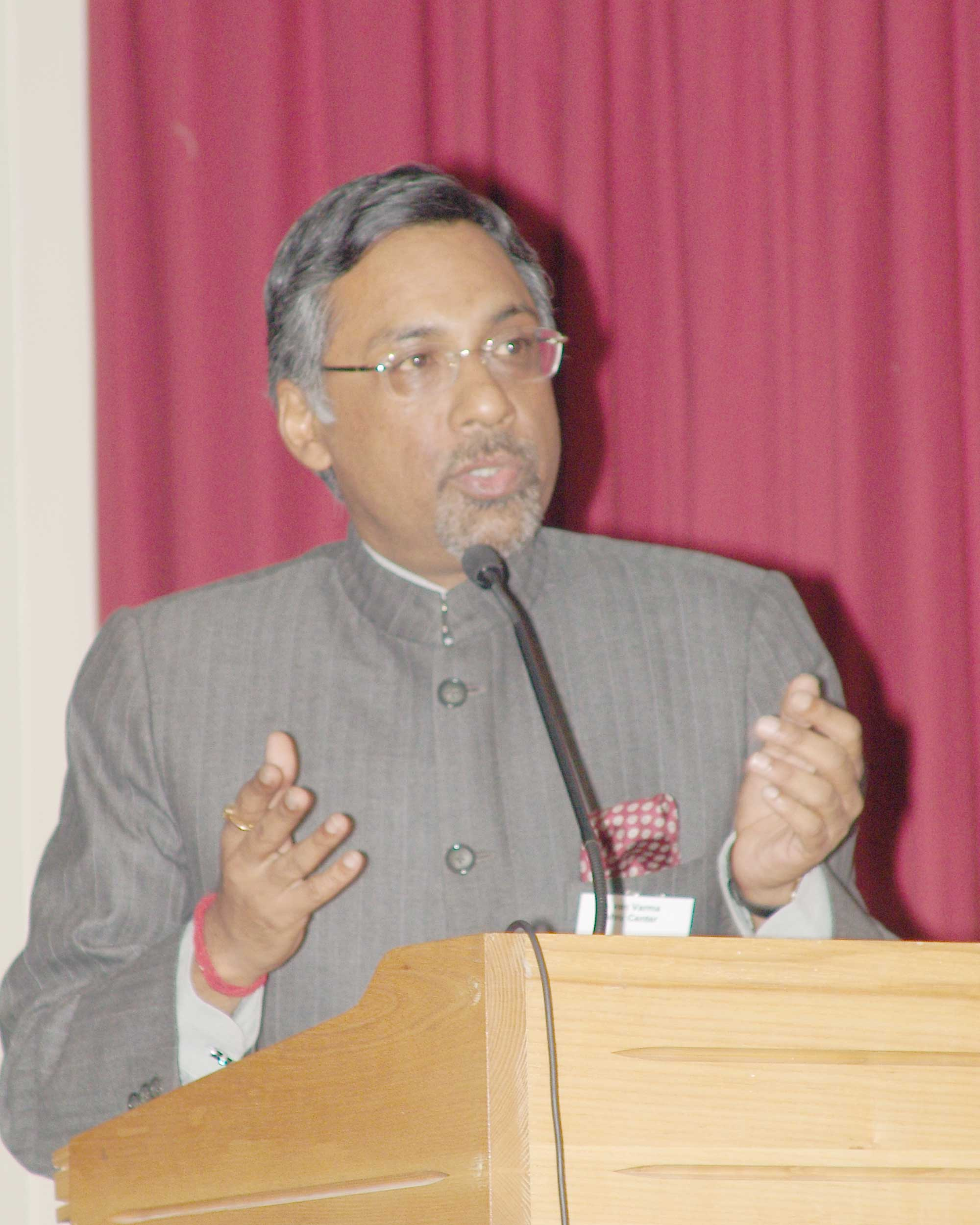
Pavan K. Varma

Pavan K. Varma (* 5. November 1953 in Nagpur, Maharashtra, Indien) ist ein indischer Diplomat, Historiker und Autor.

## Leben
Varma studierte Geschichte am St. Stephen’s College in Neu-Delhi und schloss danach ein Jurastudium an der Delhi University ab. Er trat 1989 in den diplomatischen Dienst seines Landes ein und war bis 1999 an der Botschaft in Moskau. Danach war er in der Vertretung Indiens bei der UNO in New York und später in London, wo er Direktor des Jawaharlal Nehru Cultural Centre war.
2007 wurde Varma Generaldirektor des Indian Council for Cultural Relations, anschließend High Commissioner in Zypern und seit 2010 Botschafter in Indiens Nachbarland Bhutan.
Varma war Pressesekretär des indischen Staatspräsidenten und Sprecher des Auswärtigen Amtes. Zu seinen Veröffentlichungen zählen zahlreiche Bücher, die die kulturellen Aspekte seiner Heimat und deren Zukunft beleuchten.

## Auszeichnungen und Ehrungen
- Ehrendoktorwürde der University of Indianapolis

## Veröffentlichungen
- Ghalib: The Man, the Times, 1989; neu aufgelegt von Penguin Books India, New Delhi 2008.
- The Great Indian Middle Class. Penguin Books India, New Delhi 1998 und Viking, New York City, ISBN 0-670-88154-6. Neuauflage: 2007
- Maximize your Life. Penguin Books India, New Delhi 2000.
- Book of Krishna. The Playful Divine. Penguin Books India, New Delhi 2001.
- mit Balmiki Prasad Singh: The Millenium Book on New Delhi. Oxford University Press, Oxford, England 2001, ISBN 0-19-565445-5.
- Being Indian. The Truth about why the 21st Century will be India's. Penguin Books India, New Delhi 2004, ISBN 0-14-303342-5.
- mit Sandya Mukhandani: Love and Lust. An Anthology of Erotic Literature from Ancient and Medieval India, Harper Collins Publ., 2004, ISBN 81-7223-549-6.
- Kama Sutra: The Art of Making Love to a Woman. Roli Books 2007.
  - deutsch: Kamasutra. Die Kunst der lustvollen Liebe. Knaur, Stuttgart 2008, ISBN 978-3-426-64571-0.
- Illustrated History of the Freedom Struggle. Penguin Books India, New Delhi 2007.
- Becoming Indian. Penguin Books India, New Delhi 2010.
- When Loss is Gain, Roman. Rain Tree, New Delhi 2012, ISBN 978-81-291-1941-4.